# Nottingham Open 2001
Il Nottingham Open 2001 (conosciuto anche come Slazenger Open, per motivi di sponsorizzazione) è stato un torneo di tennis giocato sull'erba. È stata l'15ª edizione del Nottingham Open, che fa parte della categoria International Series nell'ambito dell'ATP Tour 2001. Si è giocato al Nottingham Tennis Centre di Nottingham in Inghilterra, dal 18 al 25 giugno 2001.

## Campioni

### Singolare
Thomas Johansson ha battuto in finale  Harel Levy con il punteggio di 7–5, 6–3

### Doppio
Donald Johnson /  Jared Palmer hanno battuto in finale  Paul Hanley /  Andrew Kratzmann con il punteggio di 6–4, 6–2